# Улыбка Глазго

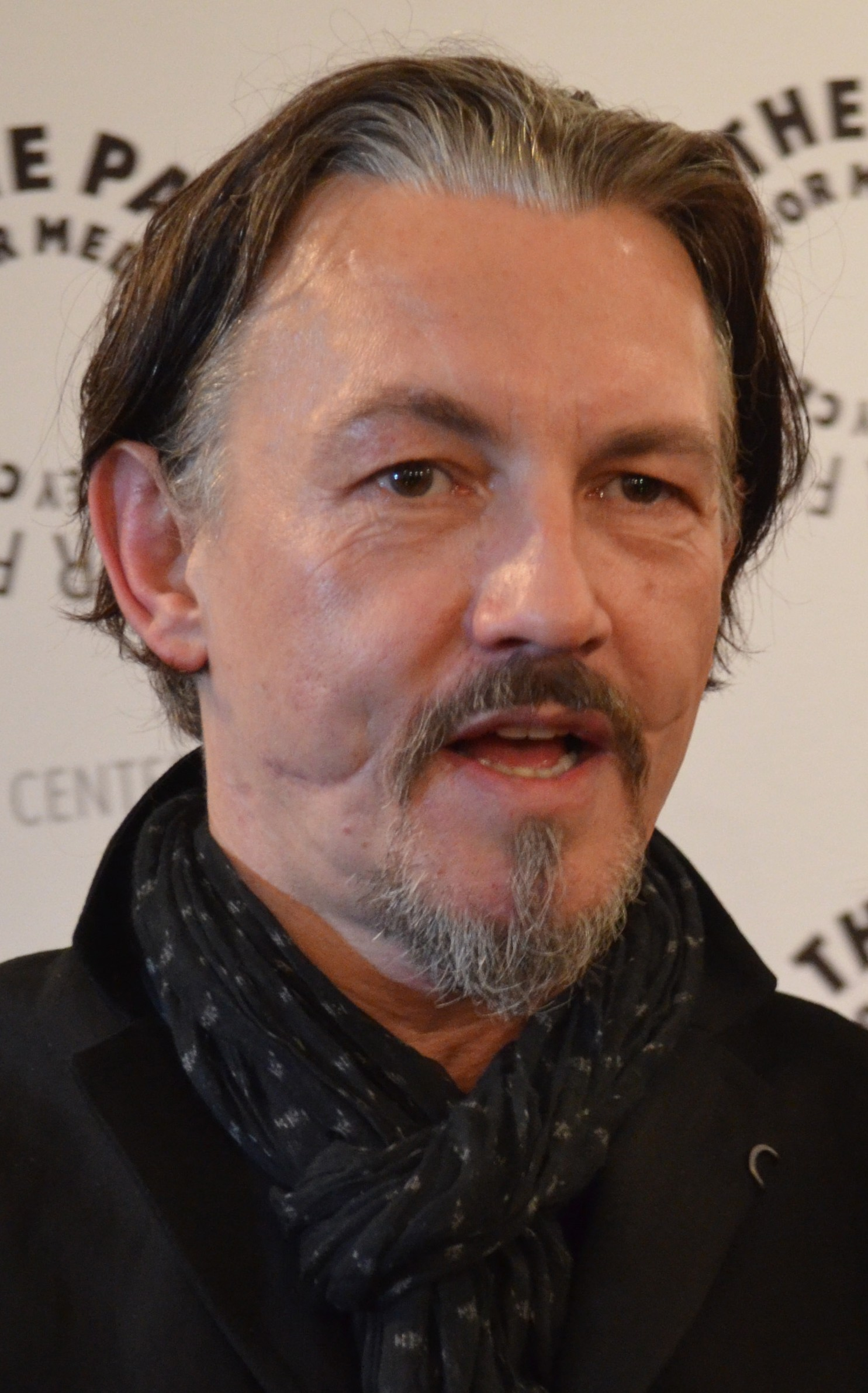
Актёр Томми Флэнаган после нападения в молодости остался с «улыбкой Глазго»

«Улыбка Глазго», или «улыбка Челси» (англ. Glasgow smile, Chelsea grin, Chelsea smile), — раны на лице, наносимые ножом или другим острым предметом от уголков рта и почти до ушей.
После заживления оставляют на щеках шрамы, которые напоминают широкую улыбку. Способ нанесения таких ранений появился в Глазго в преступной среде, затем «улыбку» переняли футбольные фанаты Челси «Chelsea Headhunters». Часто наносятся неглубокие раны, не разрезающие полностью щёки, но оставляющие серьёзные шрамы.
У зверски убитой Элизабет Шорт (Чёрный Георгин) были разрезаны щёки от уголков рта до ушей. Известному актёру Томми Флэнагану, который сам родом из Глазго, в молодости уличными грабителями были нанесены подобные раны. Примечательно, что эти шрамы Флэнагана были обыграны в сериале «Сыны Анархии», в котором он играет Филипа «Пыра» Телфорда.

## Примечание
1. ↑  Surgeon Says Hospitals Treat a Knife Victim Every Six Hours. Daily Express. Дата обращения: 20 ноября 2009. Архивировано 4 июля 2009 года.
2. ↑  Harvey, Oliver (16 октября 2009). If the Booze Doesn't Get You, The Blade Will. The Sun. London. Архивировано 19 октября 2009. Дата обращения: 20 ноября 2009.
3. ↑  Arlidge, John (24 апреля 1995). City Slicker Glasgow. London: The Independent. Архивировано 16 декабря 2009. Дата обращения: 20 ноября 2009.